# 橡精
橡精（化学名：3,5,7,2'-四羟基黄酮，3,5,7,2'-Tetrahydroxyflavone，或5,7,2'-三羟基黄酮-3-醇，5,7,2'-flavon-3-ol）是一种黄酮醇衍生物，分子式C15H10O6，存在于康乃馨（Dianthus caryophyllus）等植物中。